# Клинге, Иван Густавович
Иван Густавович Клинге (Johannes Christoph Klinge; 1851—1902) — российский ботаник.

## Биография
В 1879 году Клинге защитил в Дерптском университете магистерскую диссертацию «Vergleichend histiologische Untersuchungen der Gramineen- und Cypcraceen-Wurzeln, insbesondere der Wurzel-Leitbündel» («Mém. de l’Acad. de St.-Petersb.», VII, XXVI, 12, с 3 табл.). С 1879 пo 1895 г. Клинге занимал должность помощника директора Ботанического сада в Дерпте и читал в качестве приват-доцента лекции по ботанике и тельматологии (учению о болотах). В 1893 году Клинге получил степень доктора ботаники за сочинение «Revision der Orchis cordigera Fr. und O. angustifolia Rchb. pat.» («Archiv für Naturk. für Est-, Liv- und Kurland»). В 1895 году Клинге перешёл на службу в императорский С.-Петербургский ботанический сад, сперва на должность библиотекаря, в 1899 году получил место главного ботаника, и с 1896 года кроме того заведовал станцией для испытания семян при саде.

## Труды
- «Flora von Est-, Liv- und Kurland» (2 т., Ревель, 1882);
- «Schulflora v. Est-, Liv- und Kurland» (Дерпт, 1885);
- «Ueber den Einfluss der mittleren Windrichtung auf das Verwachsen der Gewässer» (Engler’s «Bot. Jahrb.», 1889, XI);
- «Ueber Moorausbrüche» (ib., 1891, XIV);
- ряд работ относительно рода Orchis в «Трудах Имп. С.-Петерб. ботан, сада» в 1899 г. и др.

Полные списки трудов и биография с портретом помещены в «Известиях Имп. С.-Петерб. ботан. сада» (II, 2, Г. И. Танфильевым) и в «Трудах Бот. сада Имп. Юрьевского универс.» (III, 2, Н. И. Кузнецовым).